# Tracy Middendorf
Tracy Lynn Middendorf (Miami Beach, 26 gennaio 1970) è un'attrice statunitense.
Ha debuttato sul grande schermo nel film Nightmare - Nuovo incubo di Wes Craven ed è nota soprattutto per i suoi ruoli nelle serie Scream, Beverly Hills, 90210, Boardwalk Empire - L'impero del crimine e The Last Ship. Molto attiva in teatro, ha debuttato a Broadway nel 1998 con la commedia di Eugene O'Neill Oh! Wilderness.

## Biografia
Tracy Middendorf nasce a Miami Beach, in Florida, da una famiglia di origini tedesche. Frequenta il conservatorio d'arte drammatica della SUNY Purchase di New York prima di debuttare in televisione nel ruolo di Carrie Brady nella soap opera Il tempo della nostra vita nel 1992, rimpiazzando Christie Clark fino al suo ritorno nel 1993. L'anno successivo debutta sul grande schermo nel ruolo di Julie in Nightmare - Nuovo incubo di Wes Craven e interpreta Laura Kingman, la fidanzata mentalmente instabile di Steve, nella quarta stagione di Beverly Hills, 90210.
Nel corso degli anni Novanta, prende parte a serie televisive di successo come La signora in giallo; Star Trek: Deep Space Nine, dove è la seconda interprete della figlia di Gul Dukat, Tora Ziyal; Il tocco di un angelo; The Practice - Professione avvocati; Millennium; Angel; Ally McBeal e X-Files. Appare anche nei film TV 87º distretto - L'impronta dell'assassino e Prove mortali, accanto a Hilary Swank. Nel 1999 ottiene una piccola parte nel film Gioco d'amore di Sam Raimi.
A teatro, recita in diversi spettacoli tra cui Tenera è la notte di Francis Scott Fitzgerald,
Pilgrims di Stephen Metcalfe e La discesa di Orfeo di Tennessee Williams (con cui ottiene una candidatura agli Ovation Awards di Los Angeles per la miglior interpretazione). Debutta a Broadway nel 1998 con la commedia di Eugene O'Neill Oh! Wilderness al Vivian Beaumont Theater, presso il Lincoln Center. Grazie al suo ruolo da protagonista in Estate e fumo vince l'Ovation Award come miglior attrice nel 1998.
Nel decennio successivo continua la sua carriera d'attrice in televisione, teatro e cinema. Dopo ruoli da protagonista di puntata in serie quali Six Feet Under, JAG - Avvocati in divisa, Dr. House - Medical Division e CSI - Scena del crimine, ottiene dei ruoli ricorrenti in 24, The Division, Alias e Lost. Sul grande schermo, appare nei film The Assassination di Niels Mueller, Mission: Impossible III di J. J. Abrams, El Cortez di Stephen Purvis e Just Add Water di Hart Bochner.

Nel 2002 vince un altro Ovation Award per la sua interpretazione nello spettacolo After the Fall di Stepen Sachs, che fa il tutto esaurito per sette mesi al Fountain Theatre di Los Angeles. Per lo stesso ruolo, vince inoltre il Los Angeles Drama Cristics Circle Award.
Nel 2010 appare nell'episodio pilota di Boardwalk Empire di Martin Scorsese, nel ruolo di Babette, la cameriera e manager del bar di Atlantic City Babette's Supper Club. Riprende il ruolo in maniera continuativa nel corso delle prime due stagioni della serie, apparendo per un totale di nove episodi. Dopo aver girato in Brasile il film Reaching for the Moon 
di Bruno Barreto, ottiene un ruolo ricorrente nella prima stagione della serie The Last Ship, nel ruolo di Darien Chandler, la moglie scomparsa del protagonista Eric Dane.
Nel 2012, l'attrice ha creato Shutter To Think, un progetto designato ad usare la fotografia come modo di supporto per i programmi che aiutano le ragazze in tutto il mondo. Tramite la vendita di foto personali scattate da attori, scrittori, registi e musicisti famosi, Shutter to Think riesce ad aiutare organizzazioni focalizzate sul creare opportunità per le ragazze. Tra coloro che contribuiscono ci sono Steve Buscemi, Meryl Streep e Nicholas D. Kristof.
Dopo altri ruoli teatrali in opere come La signorina Julie di August Strindberg, Battle of Black and Dogs, Vecchi tempi di Harold Pinter, la Middendorf debutta come regista nello spettacolo Break durante il New York International Fringe Festival nel 2011.

Nel 2015, vince l'American Movie Award come miglior attrice per la sua performance nel cortometraggio Snowflake dell'italiano Francesco Roder. Nello stesso anno, dopo aver recitato a New York nello spettacolo Abundance, entra nel cast principale della serie di MTV Scream nel ruolo di Maggie Duvall.

## Vita privata
L'attrice è sposata con Franz Wisner, autore del best seller Honeymoon with My Brother  e ha due figli. Il primo figlio Calvin è nato dalla relazione con l'attore Cameron Dye mentre il secondo, Oscar, dal rapporto matrimoniale con Franz Wisner.

## Filmografia

### Cinema
- Nightmare - Nuovo incubo (Wes Craven's New Nightmare), regia di Wes Craven (1994)
- Milestone, regia di Rob Schmidt - cortometraggio (1995)
- Gioco d'amore (For Love of the Game), regia di Sam Raimi (1999)
- The Assassination (The Assassination of Richard Nixon), regia di Niels Mueller (2004)
- Mission: Impossible III, regia di J. J. Abrams (2006)
- El Cortez, regia di Stephen Purvis (2006)
- Just Add Water, regia di Hart Bochner (2008)
- Boy wonder, regia di Michael Morrissey (2010)
- Reaching for the Moon (Flores Raras), regia di Bruno Barreto (2013)
- Snowflake, regia di Francesco Roder - cortometraggio (2014)

### Televisione
- One Stormy Night, regia di Al Rabin – film TV (1992)
- Il tempo della nostra vita (Days of Our Lives) – soap opera, 216 episodi (1992)
- Beverly Hills 90210 – serie TV, 6 episodi (1993-1994)
- 87º distretto - L'impronta dell'assassino (Ed McBain's 87th Precinct: Lightning), regia di Bruce Paltrow – film TV (1995)
- McKenna – serie TV, episodio 1x04 (1995)
- Il cliente (The Client) – serie TV, episodio 1x09 (1995)
- La signora in giallo (Murder she wrote) – serie TV, episodio 12x15 (1996)
- Star Trek: Deep Space Nine – serie TV, episodio 4x22 (1996)
- Prove mortali (Dying to Belong), regia di William A. Graham – film TV (1997)
- Il tocco di un angelo (Touched by an Angel) – serie TV, episodio 3x24 (1997)
- Perversions of Science – serie TV, episodio 1x07 (1997)
- The Practice (The Practice) – serie TV, episodi 2x02-5x03-6x19 (1997-2002)
- L.A. Doctors – serie TV, episodio 1x02 (1998)
- Chicago Hope – serie TV, episodio 5x18 (1999)
- Millennium – serie TV, episodio 3x17 (1999)
- Angel – serie TV, episodio 1x01 (1999)
- Ally McBeal – serie TV, episodi 3x01-3x04 (1999)
- X-Files (The X-Files) – serie TV, episodio 9x07 (2000)
- In tribunale con Lynn (Family Law) – serie TV, episodio 2x21 (2000)
- Gideon's Crossing – serie TV, episodio 1x02 (2001)
- Six Feet Under – serie TV, episodio 1x02 (2001)
- Kronos - Sfida al passato (The Time Tunnel), regia di Tom Holland – film TV (2002)
- JAG - Avvocati in divisa (JAG) – serie TV, episodio 7x13 (2002)
- Da un giorno all'altro (Any Day Now) – serie TV, episodio 4x17 (2002)
- Night Visions – serie TV, episodio 1x22 (2002)
- The Division – serie TV, episodi 2x21-2x22 (2002)
- 24 – serie TV, 4 episodi (2002)
- Alias – serie TV, episodi 2x15-2x19 (2002-2003)
- The Guardian – serie TV, episodio 3x07 (2003)
- CSI - Scena del crimine (CSI: Crime Scene Investigation) – serie TV, episodi 3x16-10x03 (2003-2009)
- Cold Case - Delitti irrisolti (Cold Case) - serie TV, episodio 1x21 (2004)
- Medical Investigation – serie TV, episodio 1x04 (2004)
- The Perfect Husband - Il marito perfetto (The Perfect Husband: The Laci Peterson Story), regia di Roger Young – film TV (2004)
- Dr. House - Medical Division (House, M.D.) – serie TV, episodio 1x13 (2005)
- Senza traccia (Without a Trace) – serie TV, episodio 5x10 (2006)
- Shark - Giustizia a tutti i costi (Shark) – serie TV, episodio 1x22 (2007)
- Lost – serie TV, episodi 3x21-3x22 (2007)
- Law & Order - Unità vittime speciali (Law & Order: Special Victims Unit) – serie TV, episodio 9x10 (2008)
- Bones – serie TV, episodio 5x06 (2009)
- Boardwalk Empire - L'impero del crimine (Boardwalk Empire)– serie TV, 9 episodi (2010-2012)
- The Mentalist – serie TV, episodio 2x18 (2010)
- Criminal Minds – serie TV, episodio 7x02 (2011)
- The Last Ship – serie TV, 4 episodi (2014)
- Scream – serie TV, 23 episodi (2015-2016)
- Bloodline – serie TV, episodio 3x07 (2017)

## Riconoscimenti
- American Movie Award
  - 2015 - Miglior attrice per Snowflake
- International Independent Film Awards
  - 2015 - Miglior attrice non protagonista per Snowflake
- Los Angeles Independent Film Festival Awards
  - 2015 - Candidatura alla miglior attrice non protagonista per Snowflake
- TV Guide Awards
  - 2016 - Candidatura al miglior cast per Scream (condiviso con altri)

## Doppiatrici italiane
Nelle versioni in italiano delle opere in cui ha recitato, Tracy Middendorf è stata doppiata da:
- Giò-Giò Rapattoni in X-Files, Scream, Bloodline
- Emanuela Baroni in Alias, Lost
- Eleonora De Angelis in Nightmare - Nuovo incubo
- Antonella Baldini in Beverly Hills 90210
- Chiara Colizzi ne La signora in giallo
- Pinella Dragani in CSI - Scena del crimine (ep. 3x06)
- Chiara Salerno in CSI - Scena del crimine (ep. 10x03)
- Claudia Catani in Cold Case - Delitti irrisolti
- Anna Lana in Just Add Water
- Francesca Fiorentini in Criminal Minds
- Perla Liberatori in The Mentalist
- Cinzia De Carolis in Body of Proof